# Domaine de Malagar
El dominio o señorío de Malagar (en francés: Domaine de Malagar) es un castillo del siglo XVIII, con un museo, centro cultural y jardín botánico a su alrededor, situado en Saint Maixant, Francia. El castillo es ahora un museo que alberga la exposición: «Jeanne-François Mauriac, témoin d'une œuvre, témoin d'un siècle», en la antigua bodega de vino y con paseo por el parque. Ha sido distinguida con la etiqueta Maisons des illustres, creada «para señalar al público los lugares cuya vocación es conservar las colecciones relacionadas con personalidades y darles una mejor visibilidad».
El Domaine de Malagar está clasificado en el título de monuments historiques por el «Ministère de la Culture et de la Communication» (Ministerio de la Cultura y la Comunicación) de Francia.

## Localización
Domaine de Malagar Centre Francois Mauriac, Code Postal 33490 Saint Maixant, département de Gironde, Aquitaine France-Francia. 
Está abierto al público en los meses cálidos del año todos los días.

## Historia
La propiedad de los monjes Celestinos de Verdelais en el Antiguo Régimen, que se vende como bien nacional durante la Revolución francesa.
La finca fue comprada en 1843 por Jean Mauriac, bisabuelo del escritor François Mauriac. Fue en este momento que la propiedad tiene una apariencia similar a la que tiene hoy: una mansión rodeada por dos bodegas, una granja, un parque de cuatro hectáreas. Es un viñedo de dieciocho hectáreas que produce vino tinto y vino blanco.

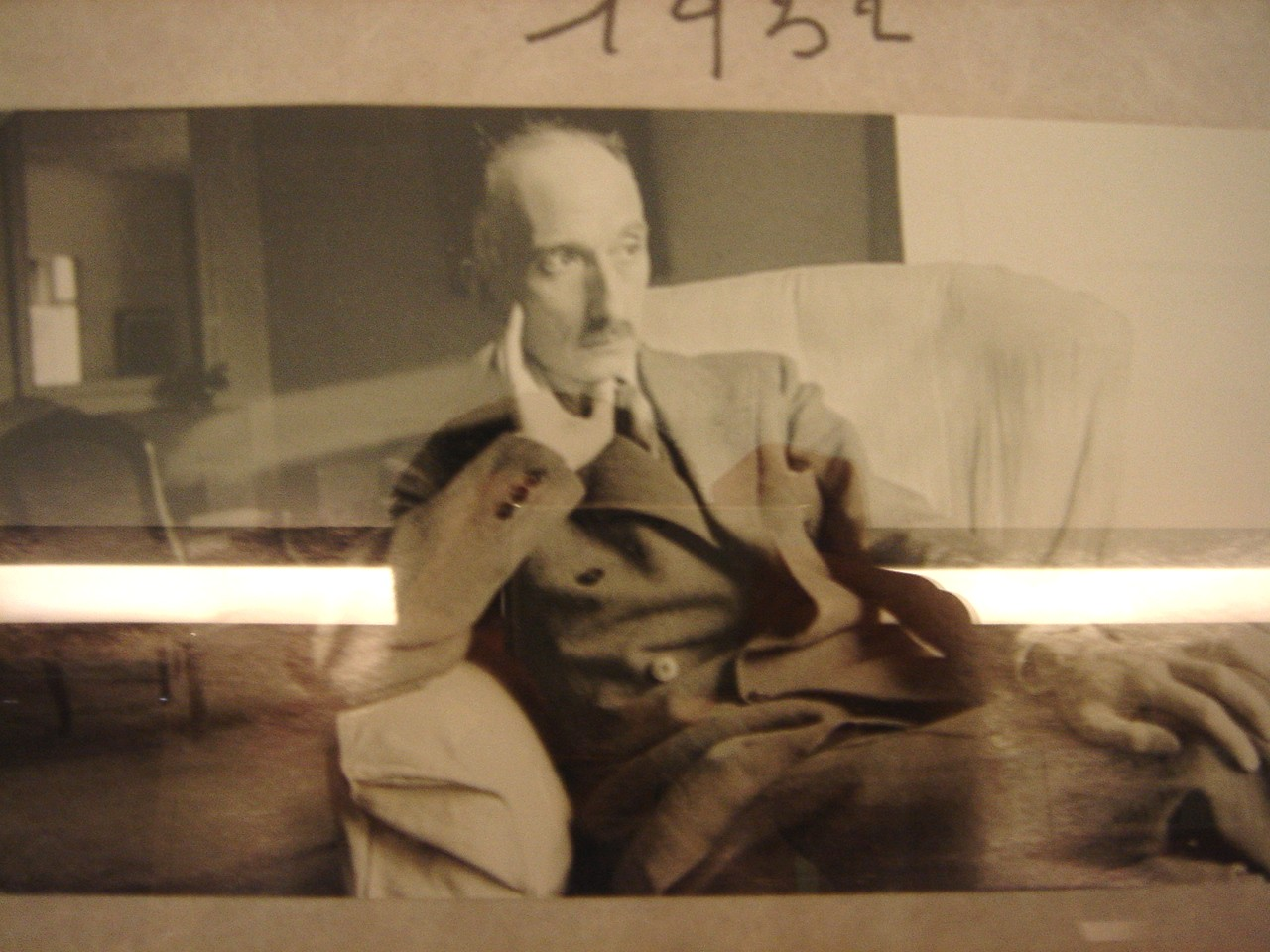
El novelista François Mauriac (1932) en Malagar.

Es a principios del siglo XX, que el futuro académico aprenderá a amar a su "casa de campo" antes de heredarla a la muerte de su madre en 1927. Malagar se convierte para él en una especie de "segunda casa principal" reside allí tres o cuatro meses al año, en Pascua y en época de cosecha. 
Es para el novelista un remanso de paz propicio para trabajar y un gran lugar para la inspiración. 
Malagar fue donada en 1985 al «Conseil Régional d'Aquitaine» (Consejo Regional de Aquitania) por los hijos de François Mauriac.
Clasificado monument historique en 1996. El sitio, después de una extensa restauración y puesta a punto está abierto al público. Tal como está hoy en día, la zona combina una verdadera conservación de la casa que se mantuvo tal como el autor de "Noeud de Vipères" la conoció para dar cabida a diversos eventos culturales. 
Los visitantes con una guía ahora pueden descubrir la casa y la exposición: «Jeanne-François Mauriac, témoin d'une œuvre, témoin d'un siècle» en la antigua bodega de vino de color rojo, y paseo por el parque.

## Jardines
En el lado norte, la vivienda se enfrenta a un largo prado que desciende suavemente hacia las laderas de Benauge veteado de viñedos. 
Una avenida recientemente replantada de álamos, la separa de la viña. Al final de la pradera, François Mauriac, hizo trasplantar simbólicamente una parcela de pinos de Saint-Symphorien. 
En el lado oeste, la huerta ha sido restaurado tal como existía en los días de Mauriac. 
En el lado sur, se encuentra el patio, enmarcado por largas alas bajas de Cassiae, y carpinos remodelados en setos, altos, densos, y bien cortados. Plantado por el bisabuelo en 1847, forman una gran nave central y dos naves laterales. Conducen a la famosa « terrasse de Malagar » donde el autor ubica, los incendios de las vacaciones de verano en las « pignadas bazadaises ».
El huerto está siendo reconstruido; en él se pueden observar las ciruelas reina claudia. Al este, un palomar.
Entre los árboles dignos de mención, tilos, pinos piñoneros, carpinos, cipreses, manzanas, perales, cerezos, melocotón, albaricoques, ciruelos.